# Luis Gabriel Rey

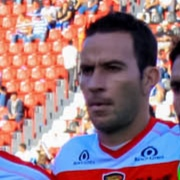

Luis Gabriel Rey Villamizar (Bucaramanga, 20 febbraio 1980) è un ex calciatore colombiano, di ruolo attaccante.

## Palmarès

### Club

#### Competizioni internazionali
- SuperLiga nordamericana: 1

Morelia: 2010